# 키르기스스탄 사회민주당
키르기스스탄 사회민주당(키르기스어: Кыргызстан социал-дemoкратиялык пaртиясы, SDPK)은 키르기스스탄의 사회민주주의 정당이다.